# Triticum dimococcum
Triticum dimococcum là một loài thực vật có hoa trong họ Hòa thảo. Loài này được E.Schiem. & Staudt miêu tả khoa học đầu tiên năm 1956.